# Deutschrömer

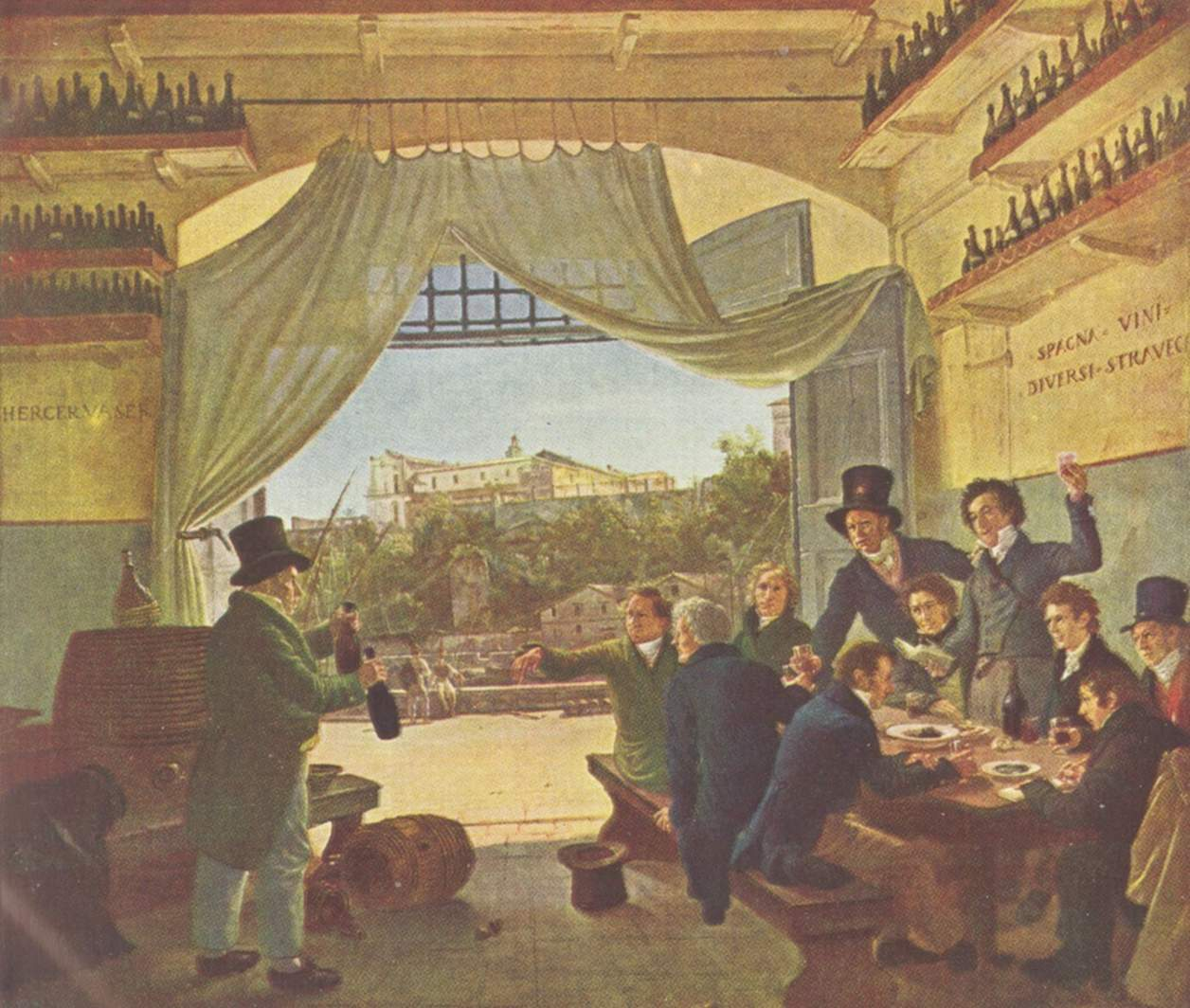
Peter von Cornelius: Römische Wirtshausszene, Darstellung eines deutschrömischen Künstlerkreises, um 1820

Als Deutschrömer wird der Kreis der in Rom lebenden deutschen bildenden Künstler und Literaten insbesondere des späten 18. und des 19. Jahrhunderts bezeichnet.

## Geschichte

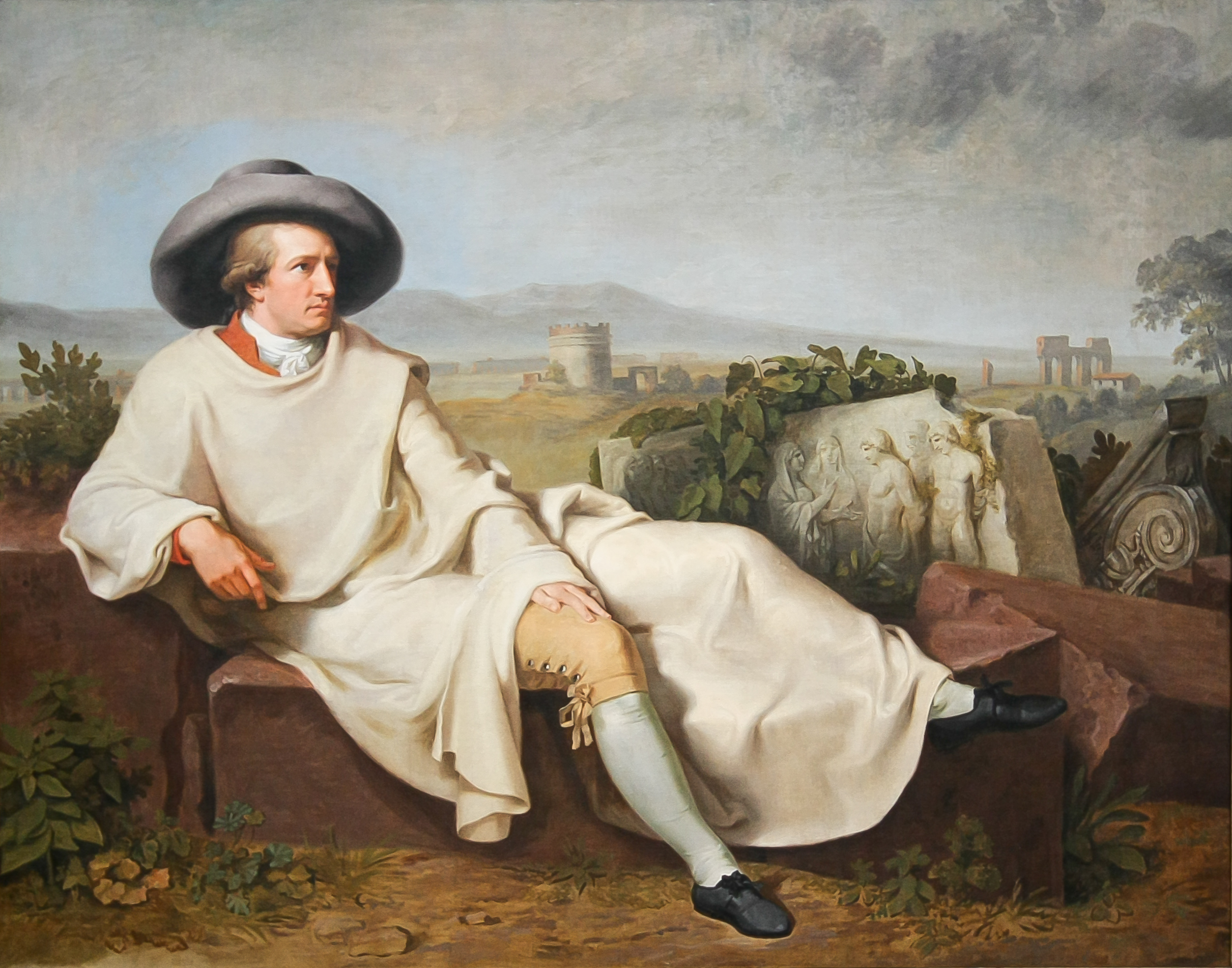
Johann Heinrich Wilhelm Tischbein: Goethe in der Campagna, 1787

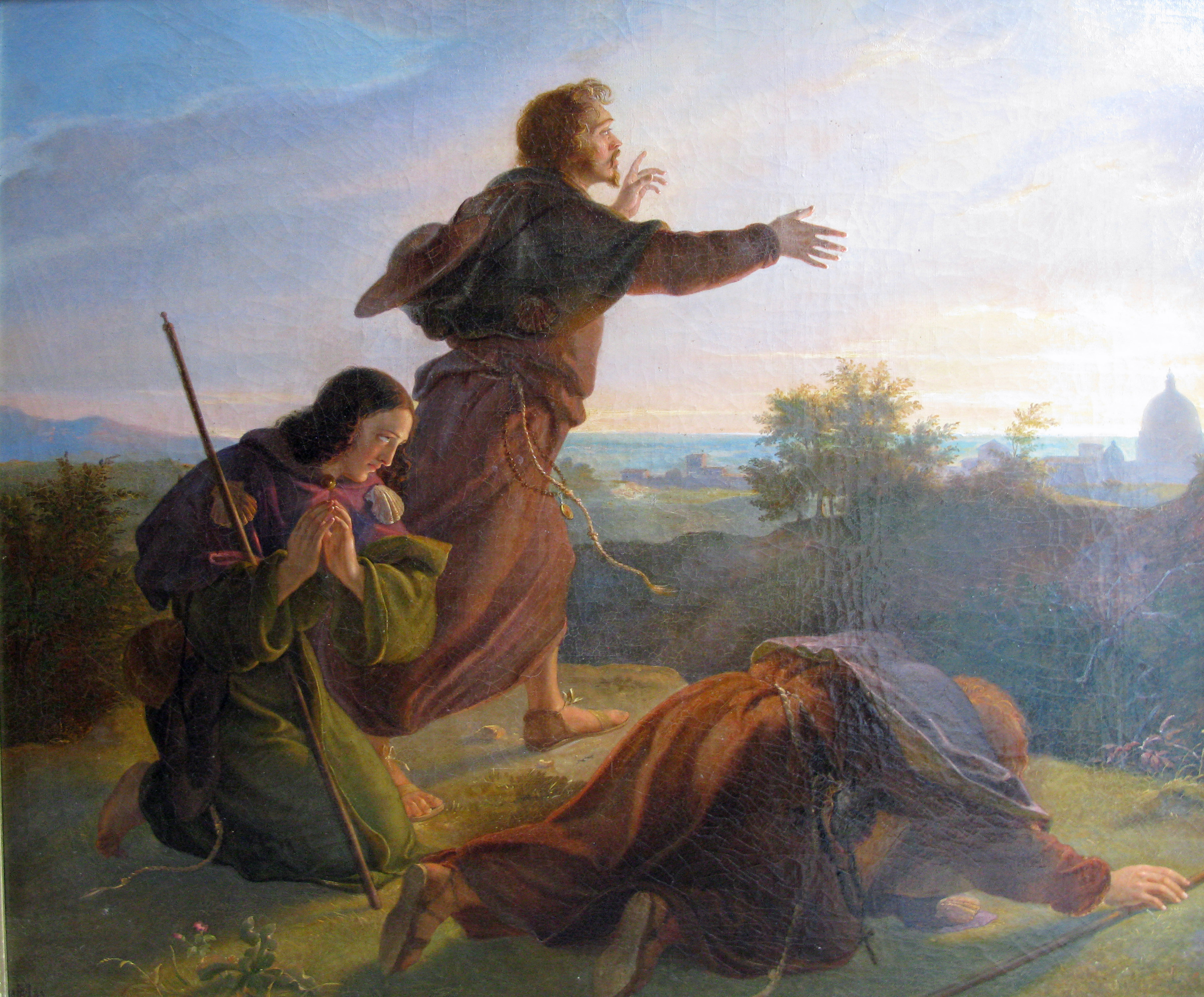
Pilger vor Rom, Deutschrömer MF, 1833

Seit der Renaissance übte die Ewige Stadt als Hort antiker Kunst und Quelle neuer Entwicklungen ihre Anziehungskraft auch auf deutsche Künstler aus. Albrecht Dürer war der erste deutsche Künstler, der 1494 nach Italien zog. Später kamen – als bedeutende Vertreter – Hans Rottenhammer und Adam Elsheimer.
Die Zeit der eigentlichen Deutschrömer beginnt aber mit Anton Raphael Mengs, der noch keine zwanzig Jahre alt 1746 ein zweites Mal nach Rom reiste. Es folgten Angelika Kauffmann, Jacob Philipp Hackert, Johann Wolfgang von Goethe  (1786 bis 1788 in Italien) und Johann Christian Reinhart, der Ende 1789 in Rom eintraf.

### Die Deutschrömer um Goethe
Ein Kreis deutschsprachiger Künstler des Klassizismus zog es ab Ende des 18. Jahrhunderts nach Rom. In Italien schuf Goethe über 850 Zeichnungen und seine Römische Elegien, sowie anschließend, basierend auf seinen Tagebüchern, die Italienische Reise. Um Angelika Kauffmann bildete sich ein Kreis von Kunstinteressierten, darunter Künstler, aber auch Angehörige des Hochadels wie Anna Amalia Herzogin von Sachsen-Weimar und Eisenach sowie Mäzene. Im November 1782 richtete Kauffmann sich mit ihrem wesentlich älteren zweiten Ehemann ein Haus und Atelier oberhalb der Spanischen Treppe ein. Das frühere Haus des Deutschrömers Mengs in der Via Sistina 72 wurde zum Treffpunkt der Künstler der Stadt.
Die Herzogin von Sachsen-Weimar und Eisenach wohnte, was für eine verwitwete protestantische Fürstin sehr ungewöhnlich war, von 1788 bis 1790 in Rom und Neapel, in Rom ganz in der Nähe von Kauffmann, in der Villa Malta. Ihr Reiseprogramm und ihre Unterkünfte hatten Goethe und Johann Friedrich Reiffenstein von Rom aus organisiert.
Nach den Koalitionskriegen waren die zentrale Figuren die Maler Joseph Anton Koch und Johann Christian Reinhart. Als Treffpunkte fungierten unter anderem die Villa Malta und der Palazzo Caffarelli. 

### Die Deutschrömer der Romantik
1810 zogen Franz Pforr, Friedrich Overbeck, Ludwig Vogel und Johann Konrad Hottinger von Wien nach Rom, um dort ihre italienischen Vorbilder zu studieren. Einen nicht unbedeutenden Teil der Gruppe machten die sogenannten Nazarener aus.
In den 1820er Jahren formierte sich aus deutschsprachigen Künstlern die Ponte-Molle-Gesellschaft, die 1845 zum Deutschen Künstlerverein reorganisiert wurde und bis 1915 bestand. Der Kunsthistoriker Karl Friedrich von Rumohr bewohnte in den 1820er Jahren eine Villa in Olevano, wo viele der Nazarener ihren „Heiligen Hain“, die Serpentara, gefunden hatten. Die Villa Serpentara, die aus einer von dem Bildhauer Heinrich Gerhardt errichteten Schutzhütte hervorging, ist heute ein Wohn- und Arbeitsgebäude für Stipendiaten der 1913 eröffneten Deutschen Akademie Villa Massimo.

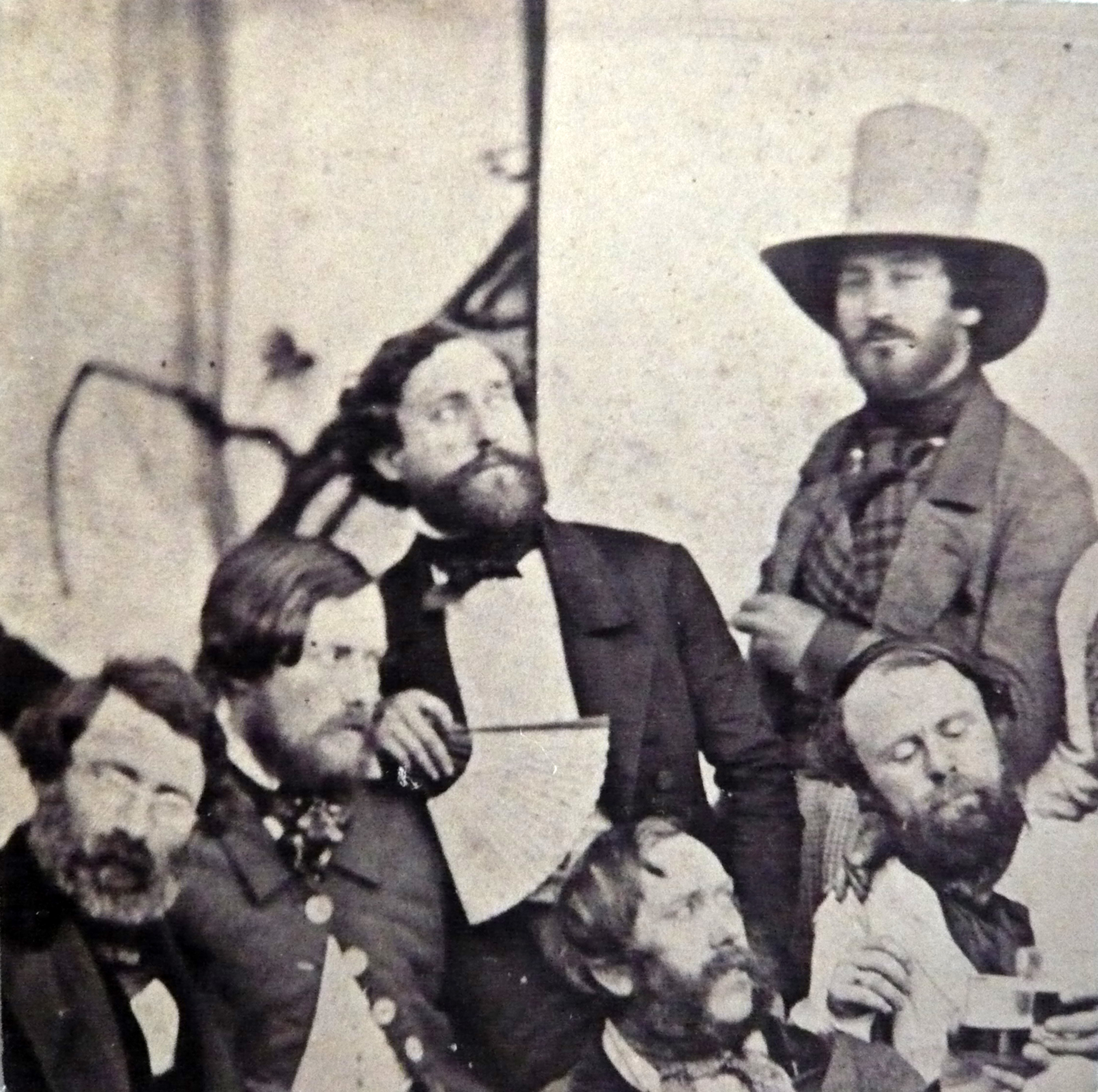
Alfred Rethel (mit Fächer) im Kreise deutscher Künstler in Rom, Foto um 1844/1845

Nach 1850 setzte ein Künstlerkreis auf Konzentration und Reduktion statt auf Monumentalität. Auch sie waren in besonderer Weise von der Kunst der italienischen Renaissance beeinflusst. Unter ihnen waren Arnold Böcklin, Anselm Feuerbach, Adolf von Hildebrand und Hans von Marées, wobei letztere beide ideelle und auch finanzielle Unterstützung durch den Kunsthistoriker Conrad Fiedler erfuhren. Aber auch viele heute eher vergessene Künstler wie Karl Friedrich Fries, Adam Eberle, Paul Peterich, Artur Volkmann oder Johann Michael Wittmer gehörten zur Gruppe um die Deutschrömer. Neben der neoklassischen Formgebung der Skulpturen war die Anwendung von Lasuren und leichten Tönungen charakteristisch, mit denen die optische Kühle des Marmors vermieden werden sollte.
Der Kunsthistoriker Friedrich Noack hat in seinem handschriftlichen Schedarium ein Verzeichnis der deutschen Künstler in Rom von der Goethezeit bis zum Ersten Weltkrieg angelegt. Es umfasst 11'000 Namen, wovon ein Großteil der Bildenden Kunst zuzurechnen ist. Entsprechend kann die Zahl der Deutschrömer auf mehrere tausend beziffert werden.